# بروکینگس (اورگن)
بروکینگس (به انگلیسی: Brookings) شهری در شهرستان کاری ایالت اورگن است و در سرشماری سال ۲۰۱۱ میلادی، ۶٬۳۳۶ نفر جمعیت داشته که نسبت به سال ۲۰۱۰، ۰٫۳۸ درصد رشد جمعیت داشته‌است.

## موقعیت جغرافیایی
موقعیت جغرافیایی شهرها و مناطق اطراف به شرح زیر است: